# Anascirtothrips arorai
Anascirtothrips arorai är en insektsart som beskrevs av Sunita Bhatti 1961. Anascirtothrips arorai ingår i släktet Anascirtothrips och familjen smaltripsar. Inga underarter finns listade i Catalogue of Life.